# Зерна (альманах)
Зерна — літературно-мистецький альманах українців Європи (Париж-Львів-Цвікау), заснований в 1994 році українським поетом Ігорем Трачем, що мешкає в Німеччині.

## Короткий опис
У виданні представлено твори української літератури як письменників з України, так і з-за кордону.
Видання має структуровані рубрики, присвячені поезії, прозі, літературній критиці, історико-літературним студіям, мистецтвознавчим студіям, художньому перекладу, проблемам історії. Найширше в альманасі представлена сучасна українська поезія. Проза представлена переважно короткими жанрами: оповідання, новели.
До авторського колективу входять такі письменники:
- Ігор Качуровський
- Емма Андієвська
- Віра Вовк
- Мікулаш Неврлий
- Ігор Калинець
- Іван Іов
- Анатолій Мойсієнко
- Микола Козак
- Няхай Маруся
- Марія Ревакович
- Маріанна Кіяновська
- Оксана Пеленська
- Ігор Бондар-Терещенко
- Ольга Кіс та ін.

При альманасі «Зерна» видається серія книжок «Бібліотека альманаху Зерна», в якій з 1995 року з'явилися книжки таких письменників:
- Оксана Шморгун
- Іван Киризюк
- Оксана Дзера
- В. Остапчук
- Злата Угрин
- Любомир Угрин
- Анатолій Мойсієнко
- Юрій Гаврилюк
- Павло Головчук
- Маріанна Кіяновська
- Любомир Сеник